# Казмірук Віталій Йосипович
Віталій Йосипович Казмірук (нар. 2 березня 1942, село Новоіванівка Базалійського району, тепер Хмельницького району Хмельницької області — 26 травня 2001, місто Балаклія Харківської області) — український радянський діяч, 1-й секретар Балаклійського райкому КПУ Харківської області, голова Балаклійської районної ради та райдержадміністрації. Член Ревізійної Комісії КПУ в 1986—1990 роках. Народний депутат України 1-го скликання в 1990—1992 р.

## Біографія

Меморіальна дошка в Балаклії

Народився в родині голови колгоспу. Закінчив середню школу. Трудову діяльність розпочав у 1958 році колгоспником Волочиського району Хмельницької області. Працював на цілинних землях. У 1961—1964 роках — у Радянській армії.
Член КПРС з 1965 року.
У 1969 році закінчив Кам'янець-Подільський сільськогосподарський інститут, здобув спеціальність вченого-зоотехніка.
У 1969—1971 роках — керівник відділення дослідного господарства «Борки» Українського науково-дослідного інституту птахівництва Готвальдівського (тепер — Зміївського) району Харківської області. Паралельно навчався в аспірантурі при Харківському інституті птахівництва.
У 1971—1972 роках — інструктор Готвальдівського районного комітету КПУ Харківської області.
У 1972—1976 роках — директор птахорадгоспу «Іскра» Готвальдівського району Харківської області. У 1976—1979 роках — директор птахофабрики «Курганська» Балаклійського району Харківської області.
Закінчив заочно Академію суспільних наук при ЦК КПРС.
У 1979 — 1991 року — 1-й секретар Балаклійського районного комітету КПУ Харківської області. У 1990—1992 роках — голова Балаклійської районної ради народних депутатів.
У 1992—1994 роках — представник Президента України в Балаклійському районі Харківської області. У 1994—1995 роках — голова Балаклійської районної ради народних депутатів та голова виконавчого комітету. У 1995 — 24 грудня 1999 року — голова Балаклійської районної державної адміністрації Харківської області.
Потім — на пенсії в місті Балаклії Харківської області.

## Нагороди
- орден Жовтневої Революції
- орден Трудового Червоного Прапора
- орден «Знак Пошани»
- медалі
- заслужений працівник сільського господарства України[6]
- заслужений працівник освіти України
- почесний громадянин Балаклійського району (15.08.2008, посмертно)